# Arses của Ba Tư
Artaxerxes IV Arses là vua nhà Achaemenes của Ba Tư (338 TCN – 336 TCN). Ông là con trai út của vua Artaxerxes III và Atossa và không được dự kiến là sẽ thừa kế hoàng vị. Sự lên ngôi bất ngờ của ông là kết quả của những vụ sát hại cha của ông và hầu hết các thành viên của gia đình ông bởi Bagoas, viên Vizia đầy quyền lực của Ba Tư, đã bị thất sủng dưới triều Artaxerxes. Bagoas đã tìm cách để giữ quyền bằng việc thay thế vua Artaxerxes III bằng Arses (Artaxerxes IV), người mà Bagoas nghĩ sẽ dễ kiểm soát hơn.
Arses lên ngôi với tư cách là hoàng đế bù nhìn và quyền cai trị thật sự thuộc về Bagoas. Tuy nhiên, năm 336 TCN Arses cố gắng giành lại quyền hành của nhà vua, và ông đã lập kế hoạch để giết Bagoas nhưng vị Vizia đã hành động trước để bảo vệ chính mình bằng việc đầu độc nhà vua. Bagoas sau đó tôn một người chú của Arses, là vua Darius III lên làm vua.
Triều đại Arses cho thấy một cuộc xung đột giữa Ba Tư và Macedonia, xung đột này đã dẫn đến sự sụp đổ của nhà Achaemenes dưới triều Darius III.
Ông được biết đến với tên Arses trong những nguồn Hy Lạp cổ, và đây có thể là tên thật của ông. Nhưng Trilingue Xanthus và những mảnh sành từ Samaria cho biết rằng ông lấy tên Hoàng gia là Artaxerxes IV, theo tên của cha và ông nội mình.